# 津南站
津南站（日语：／ Tsunan eki */?）是位於新潟縣中魚沼郡津南町大字外丸丁，東日本旅客鐵道（JR東日本）的飯山線車站。

## 歷史
- 1927年（昭和2年）
  - 8月1日：飯山鐵道 森宮野原站至此站之間開業，此站啟用[2]。當時車站名為越後外丸站（日语：／）[2]。
  - 11月6日：飯山鐵道 此站至越後田澤站之間開業。
- 1944年（昭和19年）6月1日：隨著飯山鐵道國有化，飯山鐵道編入至運輸通信省（後來為日本國有鐵道）飯山線[2]。
- 1968年（昭和43年）10月1日：車站改名為津南站[2]。
- 1987年（昭和62年）4月1日：伴隨國鐵分割民營化，車站由東日本旅客鐵道（JR東日本）營運[2]。
- 1995年（平成7年）4月28日：車站大樓翻新，大樓內同時設有溫泉設施[3]。

## 車站構造
車站是一座地面車站，設有1面1線的單式月台，另外設有留置線。此站另外曾經設有1面2線的島式月台，當時可進行列車交會。
車站大樓內設有溫泉設施「Riverside津南 （页面存档备份，存于）」。1樓設有前台與蕎麥麵店，2樓設有溫泉與浴室。土地由JR提供，由津南町負責建設大樓，總工程費用為約3億日圓。大樓為鋼筋混凝土建築物，設有1層地庫和地上2層，總樓面面積865平方米。溫泉設施在逢星期一（若是假日則營業）和元旦臨時休息。
此站是由十日町站管理的簡易委託車站。在溫泉的前台設有POS終端，可進行售票服務。

## 使用狀況
根據「JR東日本」資料，在2019年度（令和元年度）1日平均乘車人次為76人。
以下為近年乘車人次變化。
| 乘車人次變化       | 乘車人次變化     | 乘車人次變化    |
| 年度               | 1日平均 乘車人次 | 參考資料        |
| ------------------ | ---------------- | --------------- |
| 2000年（平成12年） | 107              | [ 利用客数 2 ]  |
| 2001年（平成13年） | 115              | [ 利用客数 3 ]  |
| 2002年（平成14年） | 111              | [ 利用客数 4 ]  |
| 2003年（平成15年） | 114              | [ 利用客数 5 ]  |
| 2004年（平成16年） | 108              | [ 利用客数 6 ]  |
| 2005年（平成17年） | 111              | [ 利用客数 7 ]  |
| 2006年（平成18年） | 141              | [ 利用客数 8 ]  |
| 2007年（平成19年） | 161              | [ 利用客数 9 ]  |
| 2008年（平成20年） | 172              | [ 利用客数 10 ] |
| 2009年（平成21年） | 170              | [ 利用客数 11 ] |
| 2010年（平成22年） | 160              | [ 利用客数 12 ] |
| 2011年（平成23年） | 114              | [ 利用客数 13 ] |
| 2012年（平成24年） | 109              | [ 利用客数 14 ] |
| 2013年（平成25年） | 118              | [ 利用客数 15 ] |
| 2014年（平成26年） | 106              | [ 利用客数 16 ] |
| 2015年（平成27年） | 108              | [ 利用客数 17 ] |
| 2016年（平成28年） | 103              | [ 利用客数 18 ] |
| 2017年（平成29年） | 80               | [ 利用客数 19 ] |
| 2018年（平成30年） | 79               | [ 利用客数 20 ] |
| 2019年（令和元年） | 76               | [ 利用客数 1 ]  |

## 車站周辺
津南町中心是位於信濃川對面岸。從此站經國道405號越過信濃川橋後即可到達津南町中心。在町中心設有國道117號（距離約1.5km）。在町中心設有多間商店、町公所、醫院、中學和新潟縣立津南中等教育學校。此站附近設有一些住宅、旅館和餐廳。
- 山地公園津南滑雪場 - 車站對面

## 巴士路線

津南町內、周邊巴士路線圖

截至2019年10月，從站前設有下列路線，當中包括共乘的士。在對面岸的町中心設有較多路線和班次。詳情參閱「津南町之公共交通（津南町） （页面存档备份，存于）」、「南越後觀光巴士官方網站 （页面存档备份，存于）」。在町中心設有巴士路線前往十日町站、越後湯澤站、森宮野原站和秋山鄉，也有校巴等其他町内巴士路線於町中心處行走。
南越後觀光巴士 「津南站前」（NS11）
- NS 津南～津南站～鹿渡新田線
該路線在此站至鄰站越後鹿渡站之間與飯山線並行。

## 相鄰車站
東日本旅客鐵道（JR東日本）
■飯山線
越後田中－津南－越後鹿渡

## 注腳

### 使用狀況
1. 1 2  . 東日本旅客鉄道.   [2020-07-18]. （原始内容存档于2020-07-10） （日语）.
2. ↑  . 東日本旅客鉄道.   [2019-04-09]. （原始内容存档于2017-08-08） （日语）.
3. ↑  . 東日本旅客鉄道.   [2019-04-09]. （原始内容存档于2019-04-02） （日语）.
4. ↑  . 東日本旅客鉄道.   [2019-04-09]. （原始内容存档于2019-04-02） （日语）.
5. ↑  . 東日本旅客鉄道.   [2019-04-09]. （原始内容存档于2019-04-02） （日语）.
6. ↑  . 東日本旅客鉄道.   [2019-04-09]. （原始内容存档于2019-04-02） （日语）.
7. ↑  . 東日本旅客鉄道.   [2019-04-09]. （原始内容存档于2017-08-08） （日语）.
8. ↑  . 東日本旅客鉄道.   [2019-04-09]. （原始内容存档于2019-03-27） （日语）.
9. ↑  . 東日本旅客鉄道.   [2019-04-09]. （原始内容存档于2017-08-08） （日语）.
10. ↑  . 東日本旅客鉄道.   [2019-04-09]. （原始内容存档于2019-04-02） （日语）.
11. ↑  . 東日本旅客鉄道.   [2019-04-09]. （原始内容存档于2019-04-02） （日语）.
12. ↑  . 東日本旅客鉄道.   [2019-04-09]. （原始内容存档于2016-03-27） （日语）.
13. ↑  . 東日本旅客鉄道.   [2019-04-09]. （原始内容存档于2019-04-02） （日语）.
14. ↑  . 東日本旅客鉄道.   [2019-04-09]. （原始内容存档于2019-04-02） （日语）.
15. ↑  . 東日本旅客鉄道.   [2019-04-09]. （原始内容存档于2016-03-04） （日语）.
16. ↑  . 東日本旅客鉄道.   [2019-04-09]. （原始内容存档于2019-03-26） （日语）.
17. ↑  . 東日本旅客鉄道.   [2019-04-09]. （原始内容存档于2019-03-23） （日语）.
18. ↑  . 東日本旅客鉄道.   [2019-04-09]. （原始内容存档于2019-02-14） （日语）.
19. ↑  . 東日本旅客鉄道.   [2019-04-09]. （原始内容存档于2019-03-25） （日语）.
20. ↑  . 東日本旅客鉄道.   [2019-07-14]. （原始内容存档于2019-07-05） （日语）.

## 外部連結
- 車站資訊（津南）：東日本旅客鐵道（日語）
- Riverside津南 （页面存档备份，存于）（日語）

### 此站周邊地圖
- 津南町案內地圖PDF（日語） （津南町觀光協會）
- 妻有地域的觀光駕駛ＭＡＰ （页面存档备份，存于）（日語） （新潟縣 十日町地域振興局）